# 真山くみ子
真山 くみ子（まやま くみこ、1916年7月2日 - ）は、日本の女優である。旧芸名は高松 美絵子（たかまつ みえこ）、本名は高橋 美枝子（たかはし みえこ）。1930年代から1940年代にかけての間、新興キネマ現代劇のスター女優として活躍したことで知られる。

## 人物・来歴

### 新興東京のスター
1916年（大正5年）7月2日、福島県に生まれる。1934年（昭和9年）、旧制・麹町高等女学校（現在の麹町学園女子高等学校）を卒業する。
1935年（昭和10年）、トーキーによる現代劇を製作するスタジオである、日活多摩川撮影所（現在の角川大映撮影所）に入社する。最初の芸名は「高松美絵子」で、もっとも初期に記録に残る作品は、阿部豊が監督し、日活、協同映画社、太秦発声映画、ゼーオー・スタヂオ、日本ビクター各社が提携して製作した大作『海国大日本』で、広瀬恒美演ずる「松井敏夫」の妹「静子」役であった。同作は、同年5月27日に日活が配給して公開された。満18歳での同作への出演が、真山のスクリーンデビューとなった。167センチメートルという長身と美貌で、日活京都撮影所の大スター俳優大河内伝次郎の目に止まり、時代劇映画『千両礫』での大河内の相手役に抜擢されたが、芝居がおぼつかなく、途中降板の憂き目に遭った。
翌1936年（昭和11年）、新興キネマ（のちに合併して大映、現在の角川書店映像事業部門）に移籍し「真山くみ子」と改名する。記録にみられる同社での最初の出演作品は、同年10月9日に公開された、新興キネマ東京撮影所（現在の東映東京撮影所）が製作し、伊奈精一が監督した『小間使日記』で、準主演級の役どころであった。1週間後の同年10月15日に公開された、高田稔の高田プロダクション製作、牛原虚彦監督の『兄の誕生日』では、高田の演じる「兄」の妹役で高田に次ぐ主演であった。以降、1941年（昭和16年）11月13日に公開された、同社での最後の作品にあたる深田修造監督の『太陽先生』にいたるまで、大作や山路ふみ子らの主演作以外では、ほとんどが主演か立松晃、宇佐美淳、清水将夫、若原雅夫ら主演俳優の相手役を務め、新興キネマ現代劇のスター女優でありつづけた。
1942年（昭和17年）、戦時統制のため、新興キネマが大都映画や日活の製作部門と合併し、大映を形成すると、真山はそのまま在籍し、戦時中で日本全体の製作本数の減るなか、島耕二監督の『山参道』（同年）、小石栄一監督の『八処女の歌』（同年）、沼波功雄監督の『結婚命令』（1943年）等で主演を果たすことが出来た。

### 脇役女優として
1945年（昭和20年）8月15日の第二次世界大戦終了後、初めて出演した映画は、翌1946年（昭和21年）1月10日に公開された田中重雄監督の『幾山河』、主演作であった。同作は終戦後に映画配給を始めた大映が配給した作品であったが、本作をもって大映を退社した。以降、真山は3年のブランクを経て、1949年（昭和24年）3月1日に公開された、芸研プロダクション製作、クラタ・フミンド監督の『殿様ホテル』でふたたびスクリーンに登場した。真山は満32歳になっていた。1950年（昭和25年）10月28日に公開された、大映時代の『結婚命令』（1943年）以来7年ぶりの顔合わせの沼波功雄監督のオムニバス映画『東京十夜』では、おなじ日活多摩川撮影所出身であり、かつて新興キネマ東京撮影所での『脱線令嬢』（監督曽根千晴、1937年）でフィアンセ役で共演して以来、『たのしき今宵』（監督伊奈精一、1938年）、『乙女ごころ』（同）、『結婚真剣勝負』（監督沼波功雄、同年）等、共演作も多かった立松晃と、ふたたび共演している。この時期は、伊賀山正徳、原千秋といった、かつての新興キネマ東京撮影所（当時の太泉スタジオ）と関係のあった監督と、少ない仕事をしていたが、『東京十夜』が最後の主演作となった。
1953年（昭和28年）12月28日に公開された、斎藤寅次郎監督の『初笑い寛永御前試合』以降は、新東宝を中心に脇役俳優として、母親役等を大いにこなした。1955年（昭和30年）からは新東宝専属となり、1957年（昭和32年）からはテレビ映画にも進出した。1958年（昭和33年）1月26日に公開された石井輝男監督の『天城心中 天国に結ぶ恋』では、前年の暮れに起きたばかりの「天城山心中」を扱う物語のなかで、嵯峨浩にあたる「王氏夫人・治子」の役を演じた。新東宝での出演は、1960年（昭和35年）1月23日に公開された、小林悟監督の『危険な誘惑』が最後になり、同年退社した。
『芸能人物事典 明治大正昭和』には、1963年（昭和38年）4月14日に公開された、近江俊郎監督の『その結婚異議あり』に出演後、引退したように記されているが、同年夏から秋にかけて、テレビ映画『愛より愛へ』に出演している。確かにテレビ出演もそれが最後になり、1964年（昭和39年）以降は、当時盛んであった成人映画、いわゆるピンク映画に、母親役等で出演をするようになった。三田浩が代表取締役を務める東京企画製作の作品を中心に出演した。満52歳になり、1968年（昭和43年）10月に公開された沢賢介監督の成人映画『夜の寄生虫』（『寄生虫』）に出演して以降は、活動の記録がみられなくなった。同作以降に引退したものとされ、以降の消息も不明である。存命であれば、満108歳の高齢である。

### 作品の現在
2012年（平成24年）7月現在、東京国立近代美術館フィルムセンターは、真山の出演した作品のうち、『若妻』（監督伊奈精一、1939年）、『情熱の翼』（『熱情の翼』、監督小石榮一、1940年）、『真人間』（監督伊奈精一、同年）、『激流』（監督小石榮一、同年）、『北極光』（監督田中重雄、1941年）、『山参道』（監督島耕二、1942年）、『八処女の歌』（監督小石栄一、同年）、『新己が罪』（監督毛利正樹、1956年）、『夜の寄生虫』（『寄生虫』、監督沢賢介、1968年）の9作の上映用プリント等を所蔵している。
『芸能人物事典 明治大正昭和』には、旧芸名を「高松美奈子」としているが、これは誤りである。

## フィルモグラフィ
文化庁「日本映画情報システム」、および日本映画データベース、キネマ旬報映画データベース、東京国立近代美術館フィルムセンター所蔵映画フィルム検索システム、テレビドラマデータベースに掲載されている出演作の一覧である。役名のないものもすべて出演作、初期の特筆以外、すべて「真山くみ子」名義での出演である。
1935年
- 『海国大日本』 : 監督阿部豊、製作日活/協同映画社/太秦発声映画/ゼーオー・スタヂオ/日本ビクター、配給日活、1935年5月27日公開 - 「高松美絵子」名義、「松井妹・静子」役
- 『人生天気予報』 : 監督清瀬英次郎、製作日活多摩川撮影所、配給日活、1935年9月12日公開 - 「高松美絵子」名義
- 『千両礫』 : 監督稲垣浩、製作日活京都撮影所、配給日活、1935年10月1日公開 - 「高松美絵子」名義（途中降板）[1]

1936年
- 『小間使日記』 : 監督伊奈精一、製作新興キネマ東京撮影所、配給新興キネマ、1936年10月9日公開 - 「奥様の姪愛子」役
- 『兄の誕生日』 : 監督牛原虚彦、製作高田プロダクション、配給新興キネマ、1936年10月15日公開 - 「人見千枝子、桂子の親友益美」の二役
- 『やきもち会議』 : 監督小石栄一、製作新興キネマ東京撮影所、配給新興キネマ、1936年12月12日公開 - 「源太郎の後妻お澄」役
- 『美人国のぞ記』 : 監督伊奈精一、製作新興キネマ東京撮影所、配給新興キネマ、1936年12月31日公開 - 「エアガール」役

1937年
- 『脱線令嬢』 : 監督曽根千晴、製作新興キネマ東京撮影所、配給新興キネマ、1937年1月7日公開 - 「良一の許婚足立絹子」役
- 『牡丹くづるゝ時』 : 監督小石栄一、製作新興キネマ東京撮影所、配給新興キネマ、1937年3月6日公開 - 「収一の義妹夏子」役
- 『青空士官』 : 監督落合吉人、製作新興キネマ東京撮影所、配給新興キネマ、1937年6月3日公開 - 「その娘静子」役
- 『女性の勝鬨』 : 監督曽根千晴、製作新興キネマ東京撮影所、配給新興キネマ、1937年7月14日公開 - 「富子」役
- 『女同士』 : 監督西鉄平、製作新興キネマ東京撮影所、配給新興キネマ、1937年7月22日公開 - 「坂本香代」役
- 『皇軍一度起たば』 : 監督西鉄平・上野真嗣・上砂泰蔵、製作新興キネマ東京撮影所、配給新興キネマ、1937年8月26日公開 - 「葉子」役
- 『美しき鷹』 : 監督田中重雄、製作新興キネマ東京撮影所、配給新興キネマ、1937年10月1日公開 - 「池野子爵の娘雅子」役
- 『白き手の人々』 : 監督西鉄平、製作新興キネマ東京撮影所、配給新興キネマ、1937年12月3日公開 - 「辰兵衛の娘絢子」役
- 『鉄拳涙あり』 : 監督伊奈精一、製作新興キネマ東京撮影所、配給新興キネマ、1937年12月24日公開 - 「小杉雪枝」役

1938年
- 『女は嘆かず』 : 監督曽根千晴、製作新興キネマ東京撮影所、配給新興キネマ、1938年2月3日公開 - 主演「元ダンサー結城澄子」役
- 『娘天晴れ』 : 監督青山三郎、製作新興キネマ東京撮影所、配給新興キネマ、1938年3月23日公開 - 主演「庄吉の長女君江」役
- 『泣くな鷗よ』 : 監督住吉健嗣、製作新興キネマ東京撮影所、配給新興キネマ、1937年4月8日公開
- 『母の魂』 : 監督田中重雄、製作新興キネマ東京撮影所、配給新興キネマ、1938年4月14日公開 - 「お糸の妹娘静子」役
- 『たのしき今宵』 : 監督伊奈精一、製作新興キネマ東京撮影所、配給新興キネマ、1938年6月8日公開 - 主演「隆介の妹路子」役
- 『愛の響宴』 : 監督久松静児、製作新興キネマ東京撮影所、配給新興キネマ、1938年6月30日公開 - 主演「俊策の姉娘美知子」役
- 『結婚真剣勝負』 : 監督沼波功雄、製作新興キネマ東京撮影所、配給新興キネマ、1938年7月13日公開 - 主演「八郎の娘美枝」役
- 『妻の魂』 : 監督曽根千晴、製作新興キネマ東京撮影所、配給新興キネマ、1938年8月4日公開 - 「芸者染香」役
- 『揺籃の歌』 : 監督青山三郎、製作新興キネマ京都撮影所、配給新興キネマ、1938年8月20日公開 - 主演「春日弥生」役
- 『乙女ごころ』 : 監督伊奈精一、製作新興キネマ東京撮影所、配給新興キネマ、1938年8月31日公開 - 主演「絹江の友人和田葉子」役
- 『親なればこそ』 : 監督沼波功雄、製作新興キネマ東京撮影所、配給新興キネマ、1938年9月29日公開
- 『亜細亜の娘』 : 監督田中重雄、製作新興キネマ東京撮影所、配給新興キネマ、1938年11月17日公開 - 「メトロポールのダンサー」役
- 『喧嘩の春』 : 監督沼波功雄、製作新興キネマ東京撮影所、配給新興キネマ、1938年12月25日公開 - 「伝助の長女菊江」役
- 『春雨の夜に別れたり』 : 監督伊奈精一、製作新興キネマ東京撮影所、配給新興キネマ、1938年公開 - 主演「百貨店の女店員川島早苗」役

1939年
- 『評判五人娘』 : 監督久松静児、製作新興キネマ東京撮影所、配給新興キネマ、1939年1月7日公開 - 「魚屋の女主人須藤仙子」役
- 『母子船頭唄』 : 監督青山三郎、製作新興キネマ東京撮影所、配給新興キネマ、1939年1月14日公開 - 「その妻お由」役
- 『嵐に立つ女』 : 監督青山三郎、製作新興キネマ東京撮影所、配給新興キネマ、1939年3月15日公開 - 主演「大森由紀子」役
- 『女の魂』 : 監督久松静児、製作新興キネマ東京撮影所、配給新興キネマ、1939年4月1日公開 - 「本宮千夜子」役
- 『人生双六より あわてた友情』 : 監督沼波功雄、製作新興キネマ東京撮影所、配給新興キネマ、1939年4月25日公開 - 主演「久三郎の娘珠江」役
- 『侠艶録』 : 監督田中重雄、製作新興キネマ東京撮影所、配給新興キネマ、1939年5月1日公開 - 「富士雄の許婚雪江」役
- 『愛憎の書』 : 監督久松静児、製作新興キネマ東京撮影所、配給新興キネマ、1939年5月18日公開 - 主演「タイピスト藤田扶久子」役
- 『海棠の歌』 : 監督深田修造、製作新興キネマ東京撮影所、配給新興キネマ、1939年6月15日公開 - 主演「芸者原田綾子」役
- 『結婚問答』 : 監督田中重雄、製作新興キネマ東京撮影所、配給新興キネマ、1939年6月28日公開 - 「樫村銀子」役
- 『男一匹』 : 監督久松静児、製作新興キネマ東京撮影所、配給新興キネマ、1939年7月12日公開 - 主演
- 『若妻』 : 監督伊奈精一、製作新興キネマ東京撮影所、配給新興キネマ、1939年8月1日公開（フィルムセンター所蔵[5]） - 主演「その妻安子」役
- 『模範孝女の殺人』 : 監督青山三郎、製作新興キネマ東京撮影所、配給新興キネマ、1939年8月13日公開 - 主演「富士子」役
- 『涙痕』 : 監督田中重雄、製作新興キネマ東京撮影所、配給新興キネマ、1939年9月14日公開 - 主演「素人下宿屋の娘和田春江」役
- 『母』 : 監督田中重雄、製作新興キネマ東京撮影所、配給新興キネマ、1939年10月12日公開 - 「芸者浜子」役
- 『長脇差団十郎』 : 監督牛原虚彦、製作新興キネマ京都撮影所、配給新興キネマ、1939年11月1日公開 - 主演「三右衛門の娘お藤」役
- 『若い力』 : 監督小石栄一、製作新興キネマ東京撮影所、配給新興キネマ、1939年11月29日公開 - 主演「その恋人青江澄子」役

1940年
- 『花園の結婚』 : 監督高木孝一、製作新興キネマ東京撮影所、配給新興キネマ、1940年1月6日公開 - 主演「浜尾瑛子」役
- 『荒野の妻』 : 監督深田修造、製作新興キネマ東京撮影所、配給新興キネマ、1940年2月1日公開 - 主演「柳橋の芸者お島」役
- 『情熱の翼』（『熱情の翼』） : 監督小石榮一、製作新興キネマ東京撮影所、配給新興キネマ、1940年2月14日公開（フィルムセンター所蔵[5]） - 「半蔵の秘書・夏川ユリ子」役
- 『家庭の秘密 前篇』 : 監督田中重雄、製作新興キネマ東京撮影所、配給新興キネマ、1940年3月14日公開 - 主演「重興の娘首藤美仁子、喫茶店のレジスター江木静子」二役
- 『家庭の秘密 後篇』 : 監督田中重雄、製作新興キネマ東京撮影所、配給新興キネマ、1940年3月31日公開 - 主演「重興の娘首藤美仁子、喫茶店のレジスター江木静子」二役
- 『嘆きの花傘』 : 監督久松静児、製作新興キネマ東京撮影所、配給新興キネマ、1940年6月30日公開 - 主演「小政の娘政代」役
- 『光に立つ』 : 監督曽根千晴、製作新興キネマ東京撮影所、配給新興キネマ、1940年7月31日公開 - 主演「久男の妹輝子」役
- 『真人間』 : 監督伊奈精一、製作新興キネマ東京撮影所、配給新興キネマ、1940年9月15日公開 （フィルムセンター所蔵[5]）- 主演「賢一の姪品江」役
- 『良人なきあと』 : 監督曽根千晴、製作新興キネマ東京撮影所、配給新興キネマ、1940年10月31日公開 - 主演「江原美奈子」役
- 『激流』 : 監督小石榮一、製作新興キネマ東京撮影所、配給新興キネマ、1940年11月14日公開（フィルムセンター所蔵[5]） - 主演「小川綾子」役・主題歌『綾子の唄』歌唱

1941年
- 『裸一貫』 : 監督萩野頼三、製作新興キネマ東京撮影所、配給新興キネマ、1941年1月9日公開 - 主演「前田駒子」役
- 『白夜の天使』 : 監督田中重雄、製作新興キネマ東京撮影所、配給新興キネマ、1941年1月14日公開 - 主演「看護婦小牧桂子」役
- 『新生の歌』 : 監督沼波功雄、製作新興キネマ東京撮影所、配給新興キネマ、1941年2月28日公開 - 主演「駿一の娘松波八重子」役
- 『猛獣使ひの姉妹』 : 監督深田修造、サーカスシーン監督萩野頼三、製作新興キネマ東京撮影所、配給新興キネマ、1941年3月29日公開 - 主演「くみ子ことクミちゃん」役
- 『素晴らしき結婚』 : 監督沼波功雄、製作新興キネマ東京撮影所、配給新興キネマ、1941年6月22日公開 - 主演「その一人娘君子」役
- 『北極光』 : 監督田中重雄、製作新興キネマ東京撮影所、配給新興キネマ、1941年8月20日公開（フィルムセンター所蔵[5]） - 「お米（酌婦）」役
- 『春星夫人』 : 監督田中重雄、製作新興キネマ東京撮影所、配給新興キネマ、1941年9月28日公開 - 「二郎の妻とめ子」役
- 『太陽先生』 : 監督深田修造、製作新興キネマ東京撮影所、配給新興キネマ、1941年11月13日公開 - 主演「四竈万寿子」役

1942年 - 1944年
- 『山参道』 : 監督島耕二、製作大映第二撮影所、配給社団法人映画配給社、1942年6月4日公開（フィルムセンター所蔵[5]） - 主演「おうる」役
- 『八処女の歌』 : 監督小石栄一、製作大映第一撮影所、配給社団法人映画配給社、1942年8月27日公開（フィルムセンター所蔵[5]） - 主演
- 『豪傑系図』 : 監督岡田敬、製作大映第一撮影所、配給社団法人映画配給社、1942年10月15日公開 - 主演
- 『虚無僧系図』 : 監督押本七之輔、製作大映第一撮影所、配給社団法人映画配給社、1943年1月8日公開 - 「嘯々の妹お寿々」役
- 『暖き風』 : 監督大庭秀雄、製作松竹京都撮影所、配給社団法人映画配給社、1943年6月24日公開
- 『結婚命令』 : 監督沼波功雄、製作大映第一撮影所、配給社団法人映画配給社、1943年8月26日公開 - 主演「萩原真琴」役
- 『出征前十二時間』 : 監督島耕二、製作大映東京撮影所、配給社団法人映画配給社、1943年12月1日公開
- 『モンペさん』 : 監督田中重雄、製作大映東京撮影所、配給社団法人映画配給社、1944年1月8日公開 - 「平岡トシコ」役

1946年 - 1949年
- 『幾山河』 : 監督田中重雄、製作新興映画、配給大映、1946年1月10日公開 - 主演
- 『殿様ホテル』 : 監督クラタ・フミンド、製作芸研プロダクション、配給東宝、1949年3月1日公開 - 主演
- 『愁海棠』 : 監督中村登、製作松竹大船撮影所、配給松竹、1949年8月8日公開 - 「くに子」役
- 『花の日月』 : 監督久松静児、製作大映東京撮影所、配給大映、1949年9月4日公開 - 「駒代」役

1950年代
- 『東京十夜』 : 監督沼波功雄、製作秀映社、配給東京映画配給、1950年10月28日公開 - 主演
- 『湯の町情話』 : 監督伊賀山正徳、製作新映画/大映、配給大映、1951年8月17日公開 - 「お常」役
- 『高原の悲歌』 : 監督原千秋、製作東京プロダクション/ニューカレントプロダクション、配給東映、1952年3月14日公開
- 『初笑い寛永御前試合』 : 監督斎藤寅次郎、製作・配給新東宝 - 「お定」役、1953年12月28日公開
- 『花祭底抜け千一夜』 : 監督斎藤寅次郎、製作・配給新東宝、1954年2月17日公開 - 「栄子」役
- 『宝さがし百万両』 : 監督斎藤寅次郎、製作・配給新東宝、1954年5月3日公開 - 「おくみ」役
- 『鳴門秘帖 後篇』 : 監督渡辺邦男、製作東映京都撮影所、配給東映、1954年5月31日公開 - 「四国屋お久良」役
- 『犬神家の謎 悪魔は踊る』 : 監督渡辺邦男、製作東映東京撮影所、配給東映、1954年8月10日公開 - 「犬神梅子」役
- 『息子一人に嫁八人』 : 監督志村敏夫、製作・配給新東宝、1955年12月6日公開 - 「石井ふさ子」役
- 『若人のうたごえ』 : 監督毛利正樹、製作・配給新東宝、1955年12月27日公開 - 「和夫の母時子」役
- 『大学の武勇伝』 : 監督佐伯幸三、製作・配給新東宝、1956年2月26日公開 - 「二号マキ」役
- 『駈出し社員とチャッチャ娘』 : 監督毛利正樹、製作・配給新東宝、1956年3月20日公開 - 「薫子夫人」役
- 『検事とその妹』 : 監督古賀聖人、製作・配給新東宝、1956年5月18日公開 - 「待合の女中お春」役
- 『世紀の勝敗』 : 監督並木鏡太郎、製作・配給新東宝、1956年9月12日公開 - 「神谷雪江」役
- 『新己が罪』 : 監督毛利正樹、製作・配給新東宝、1956年10月9日公開（フィルムセンター所蔵[5]） - 「大木小夜子」役
- 『金語楼の天晴運転手物語』（『金語楼の天晴れ運転手物語』） : 監督斎藤寅次郎、製作・配給新東宝、1956年10月21日公開 - 「河野房子」役
- 『風雲急なり大阪城 真田十勇士総進軍』 : 監督中川信夫、製作・配給新東宝、1957年2月27日公開 - 「淀君」役
- 『リングの王者 栄光の世界』 : 監督石井輝男、製作・配給新東宝、1957年4月10日公開 - 「母親志づ」役
- 『暖流』 : KRテレビ、テレビ映画、放映時期不明
- 『ここに人あり』第8回『夜明けの歌』 : NHK総合テレビジョン、テレビ映画、1957年6月3日放映
- 『修羅八荒』 : 監督渡辺邦男、製作・配給新東宝、1957年8月13日公開 - 「御後室」役
- 『赤胴鈴之助』全55回 : 原作武内つなよし、脚本松浦健太郎・竹内勇太郎、KRテレビ、連続テレビ映画、1957年10月2日 - 1959年3月25日放映
- 『天城心中 天国に結ぶ恋』 : 監督石井輝男、製作・配給新東宝、1958年1月26日公開 - 「母治子（王氏夫人）」役
- 『不如帰』 : 監督土居通芳、製作・配給新東宝、1958年5月24日公開 - 「妻繁子」役
- 『坊ぼん罷り通る』 : 監督近江俊郎、製作・配給新東宝、1958年8月17日公開 - 「美容院のマダム」役
- 『ワンマン今昔物語』 : 監督近江俊郎、製作・配給新東宝、1959年3月20日公開 - 「佐和子の母」役
- 『貞操の嵐』 : 監督土居通芳、製作・配給新東宝、1959年4月3日公開 - 「母頼子」役
- 『暴力娘』 : 監督曲谷守平、製作・配給新東宝、1959年6月6日公開 - 「二等車の中の女」役
- 『十代の曲り角』 : 監督小林悟、製作・配給新東宝、1959年9月18日公開 - 「村越玉枝」役

1960年代
- 『危険な誘惑』 : 監督小林悟、製作・配給新東宝、1960年1月23日公開 - 「一の宮エルザ夫人」役
- 『青春の群像』 : 監督高橋繁夫・中川順夫・小野田嘉幹・葵量太郎・家城巳代治・野崎正郎・岩間鶴夫、製作松竹テレビ室/日本テレビ放送網、連続テレビ映画、1963年1月2日 - 同年9月25日放映
- 『その結婚異議あり』 : 監督近江俊郎、製作パシフィックプロダクション、配給大映、1963年4月14日公開 - 「池田たか」役
- 『愛より愛へ』全130回 : 監督土屋蔵三、東映テレビプロダクション/日本教育テレビ、連続テレビ映画、1963年7月1日 - 同年12月27日放映
- 『夜の誘惑』 : 監督大野裕司、撮影秋山海蔵、製作東京企画、1964年4月14日公開（映倫番号 21942）
- 『女子学生の記録』 : 監督小角高治、撮影長岡隆、製作東京企画、1964年6月公開
- 『女子学生を狙え!』 : 監督難波敏夫、製作東京企画、1965年6月公開
- 『漁色』 : 監督沢賢介、製作三協、配給センチュリー映画社、1965年7月公開 - 「きく子」役
- 『女高生日記』 : 監督斎藤功、製作東京企画、1965年10月公開（映倫番号14222）
- 『未亡人日記』 : 監督沢賢介、製作レンジャー、配給センチュリー映画社、1966年1月公開（映倫番号14324） - 「その母梨江」役
- 『だかれて泣け』 : 監督月森功、製作東京企画、1966年1月公開（映倫番号14310）
- 『異常な体験』 : 監督向井寛、製作日本芸術協会、配給関東ムービー配給社、1966年10月公開（映倫番号14705）
- 『激しい関係』 : 監督東元薫（梅沢薫）、製作日映企画、1967年3月公開
- 『夜の寄生虫』（『寄生虫』） : 監督沢賢介、製作・配給六邦映画、1968年10月公開（映倫番号15515、フィルムセンター所蔵[5]）